# Міщенко В'ячеслав Володимирович
В'ячеслав Володимирович Міщенко (нар. 2 грудня 1964, м. Бердичів, Житомирська область) — український фотохудожник, живописець.

## Життєпис
В'ячеслав Міщенко народився 2 грудня 1964 року в місті Бердичеві на Житомирщині.
1986 року закінчив Житомирське медичне училище. Відтоді й до 1990 року працював зубним техніком Житомирського шпиталю інвалідів війни. Нині — на творчій роботі.
Протягом 2002—2013 років у рідному місті був головою Спілки вільних художників і народних майстрів «Вернісаж».

## Творчість
Фотографує з восьми років. Захоплюється макрозйомкою; створює живописні натюрморти та пейзажі в реалістичному стилі. В Японії з його світлинами надрукували збірку.
Персональні виставки в містах: Бердичеві (2013–14), Намюрі (2014), Тонґерені (2015; обидва — Бельгія).

### Нагороди
| Рік  | Премія                           | Номінація      | Результат | Примітка | Дж.         |
| ---- | -------------------------------- | -------------- | --------- | -------- | ----------- |
| 2014 | International Photography Awards | Відкриття року | Перемога  |          | [ 3 ] [ 4 ] |

### Відзнаки
- Ювілейна медаль «20 років незалежності України» (19 серпня 2011) — за значний особистий внесок у соціально-економічний, науково-технічний та культурно-освітній розвиток Української держави, вагомі трудові здобутки та багаторічну сумлінну працю[5].

## Галерея

### Картини

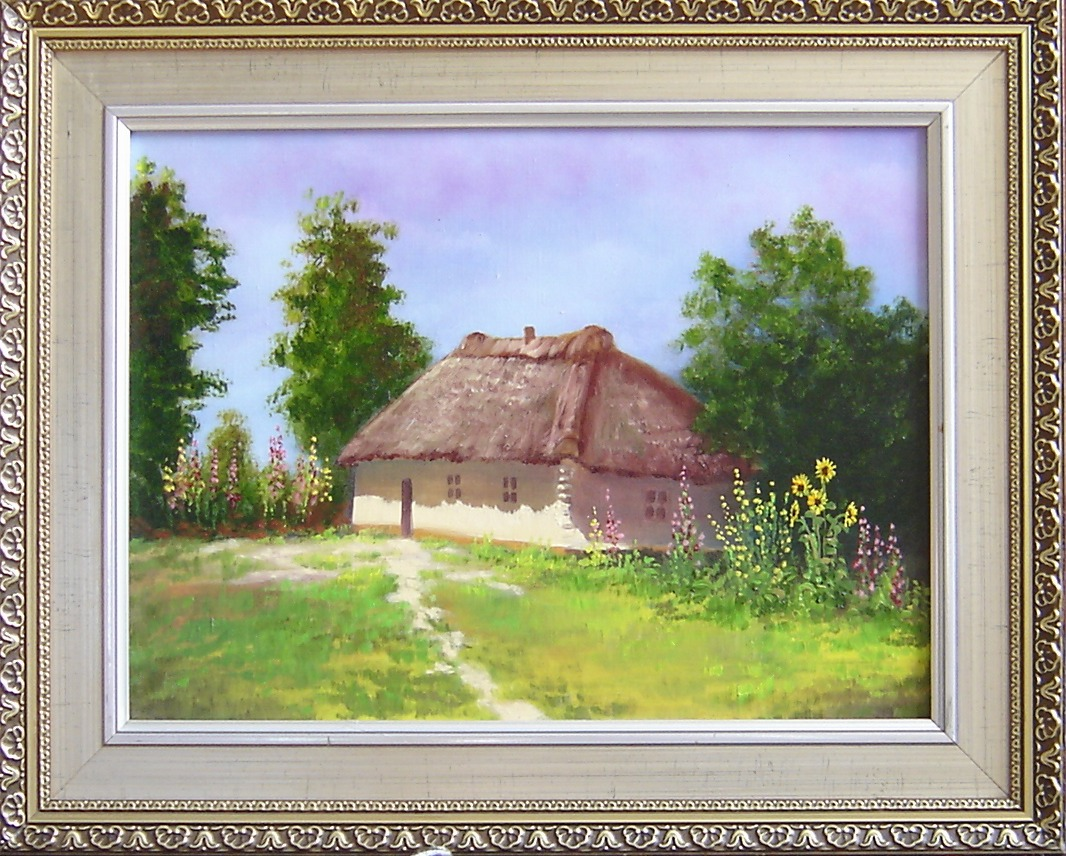
Батьківщина
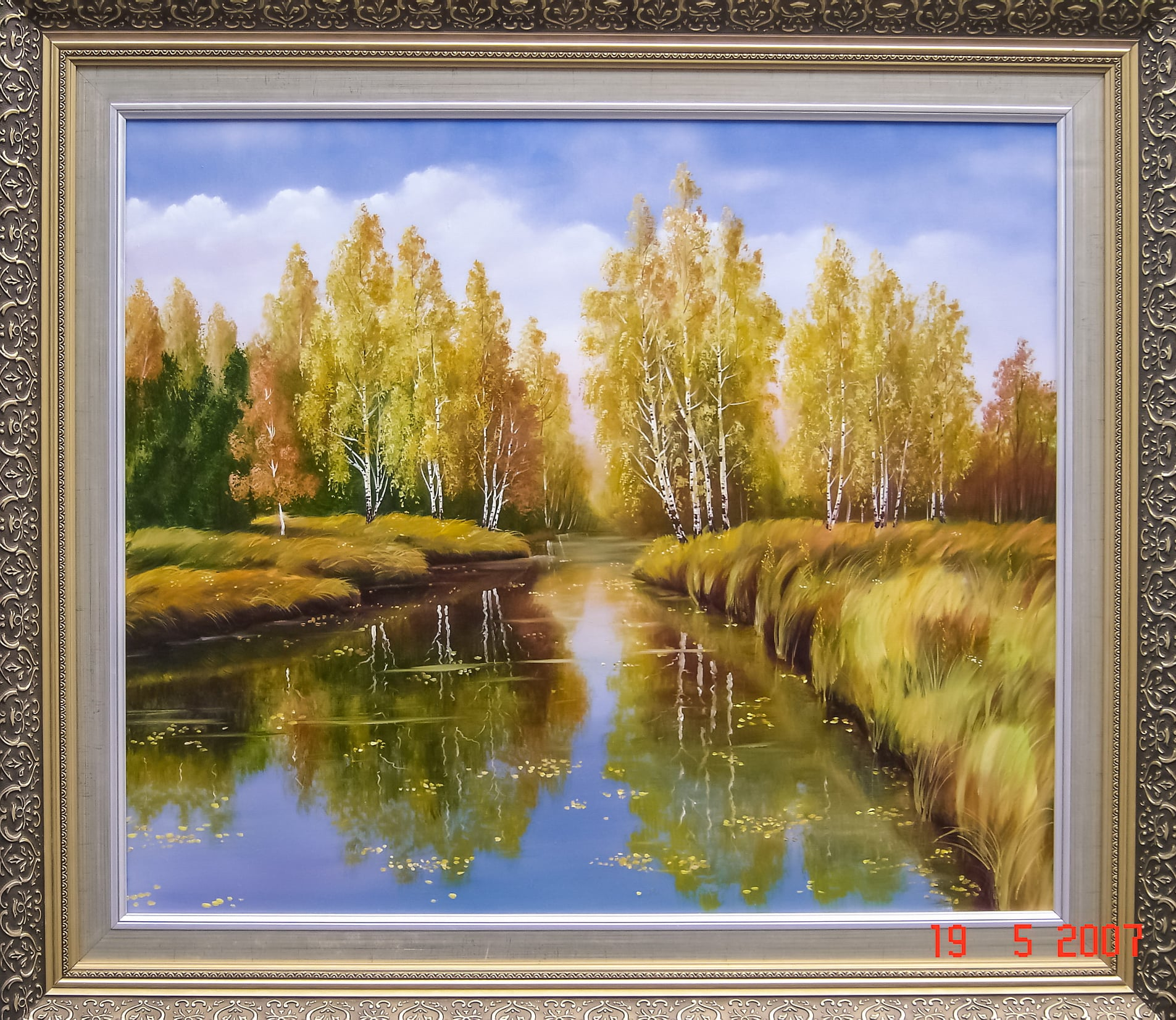
Рання осінь
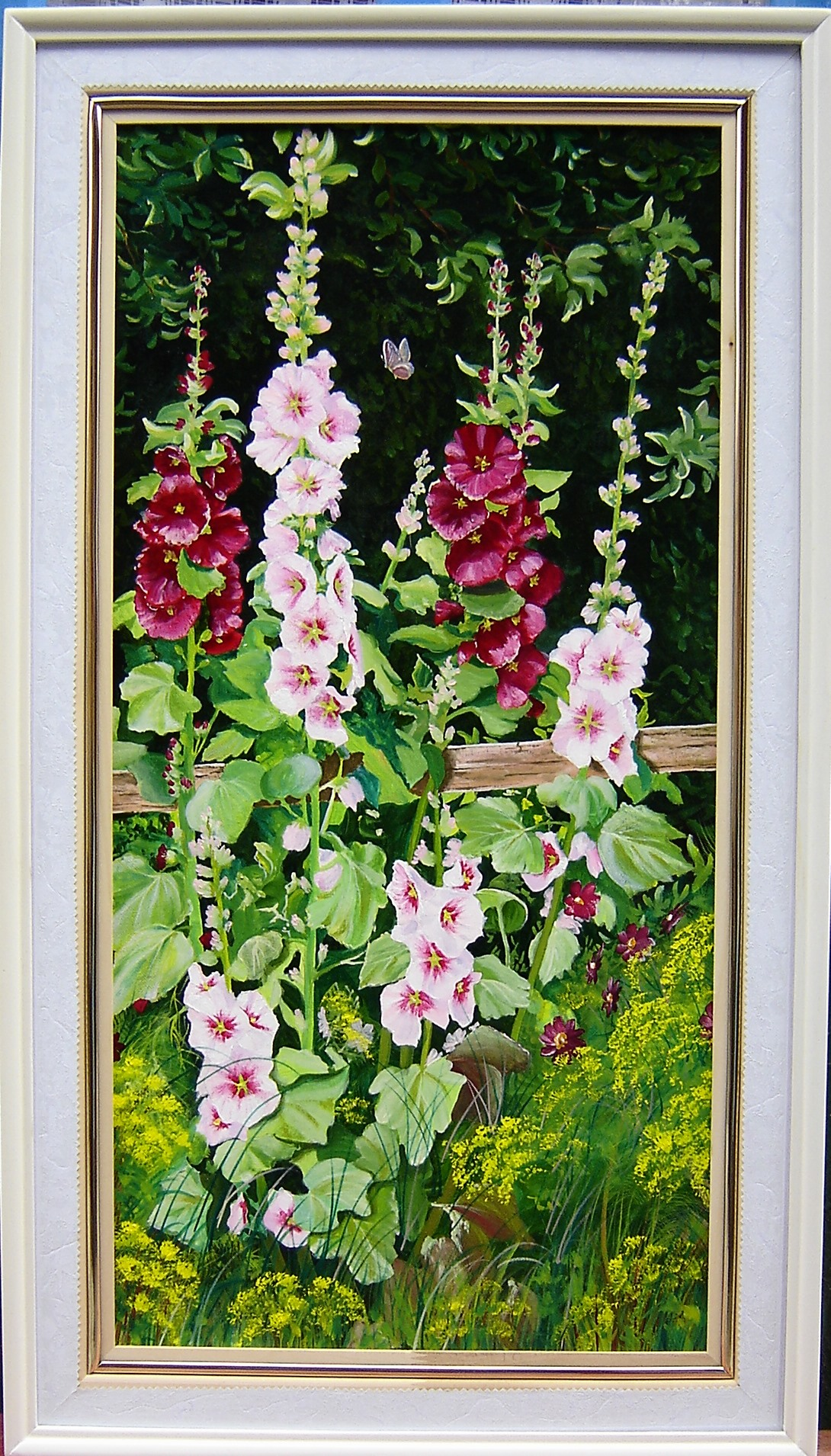
Мальви при дорозі
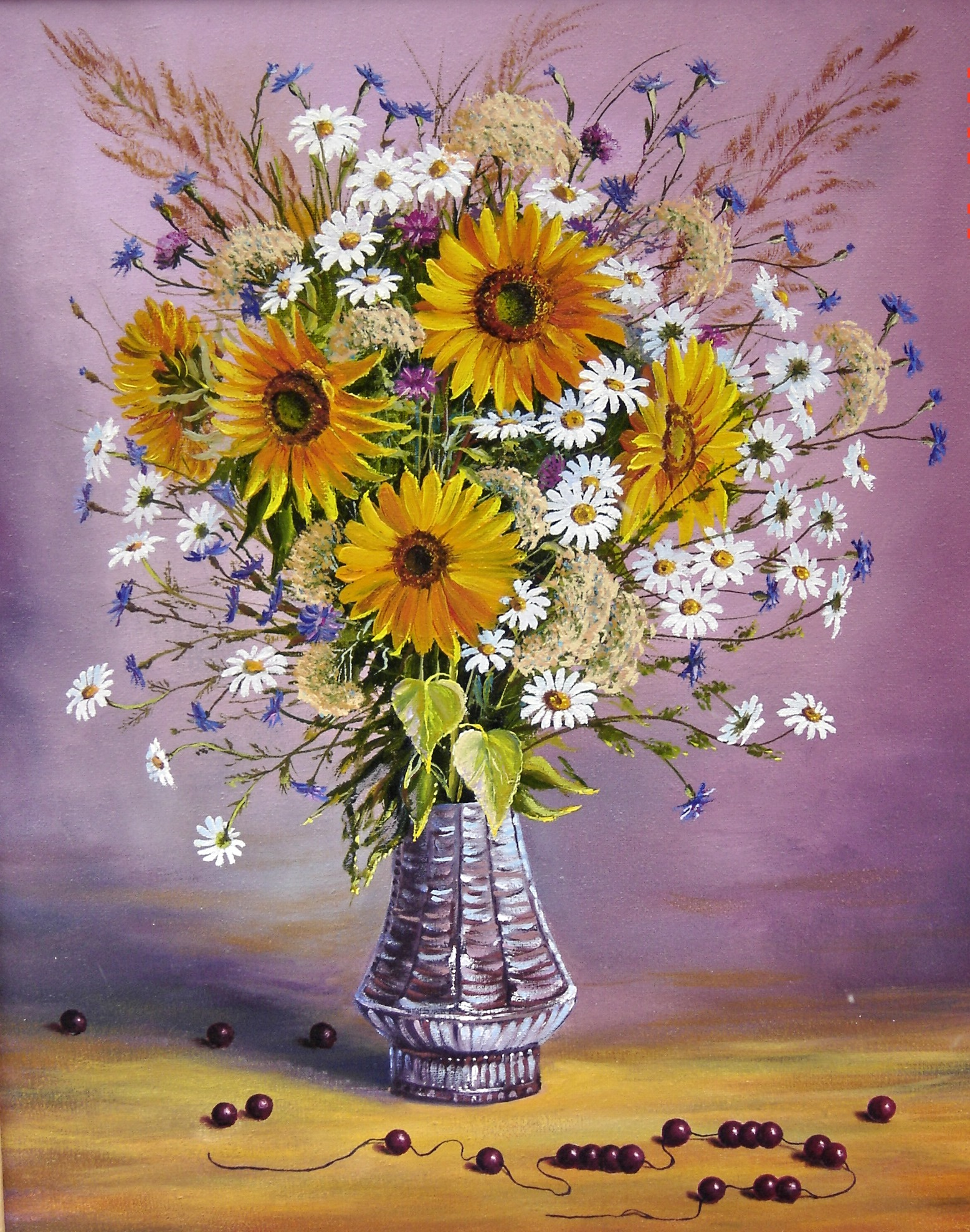
Натюрморт літній
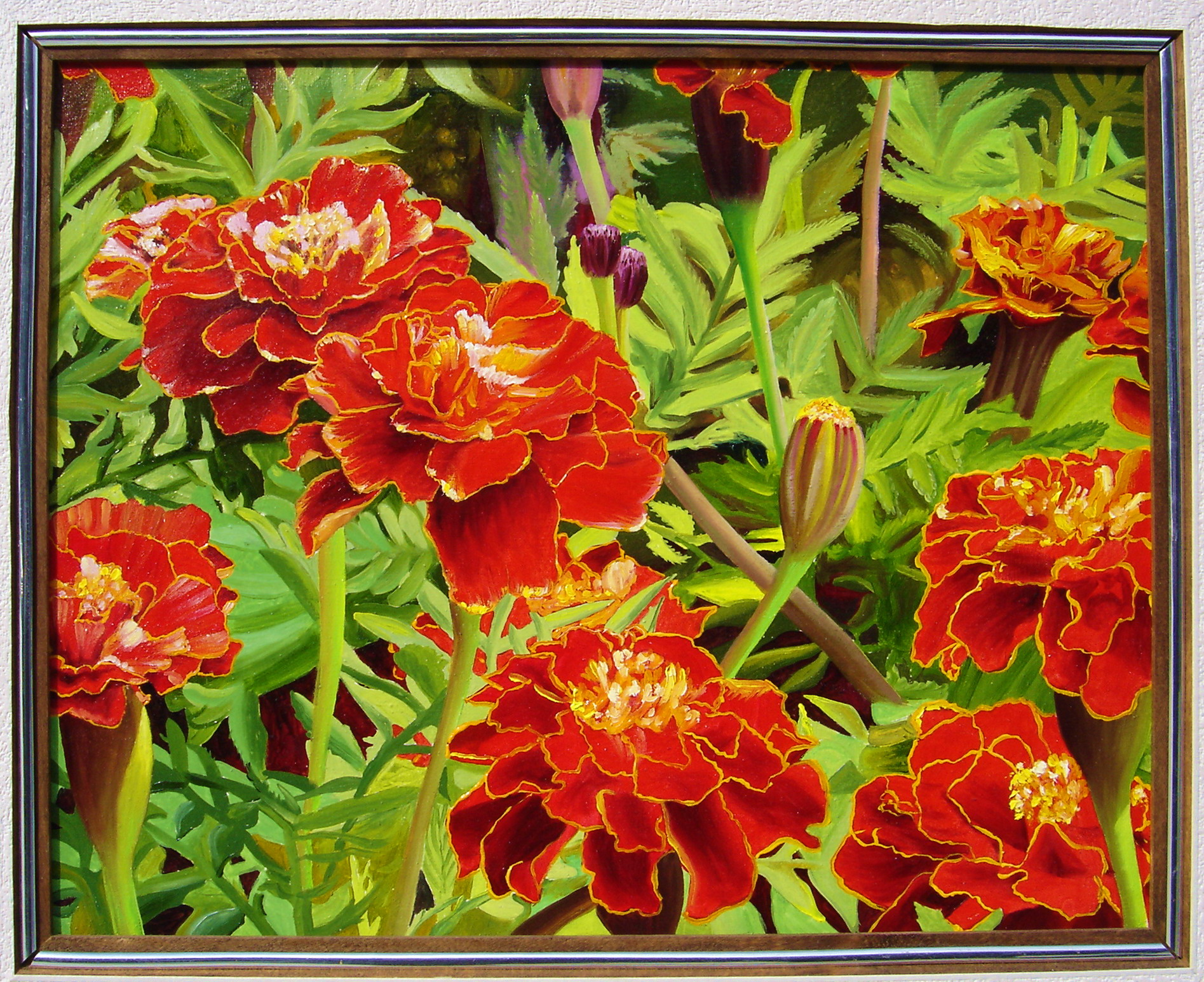
...як на ті чорнобривці погляну
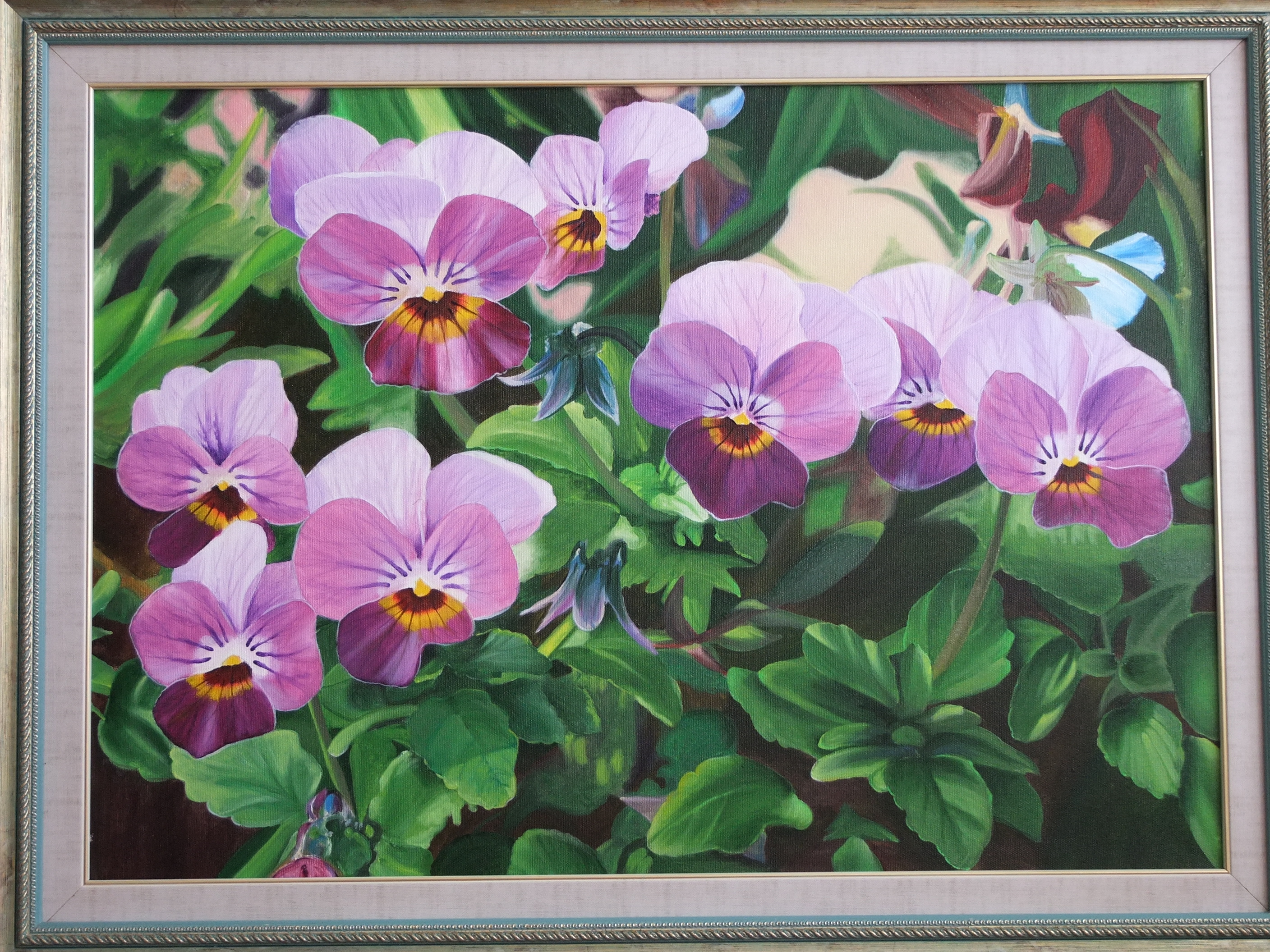
Брат і сестра
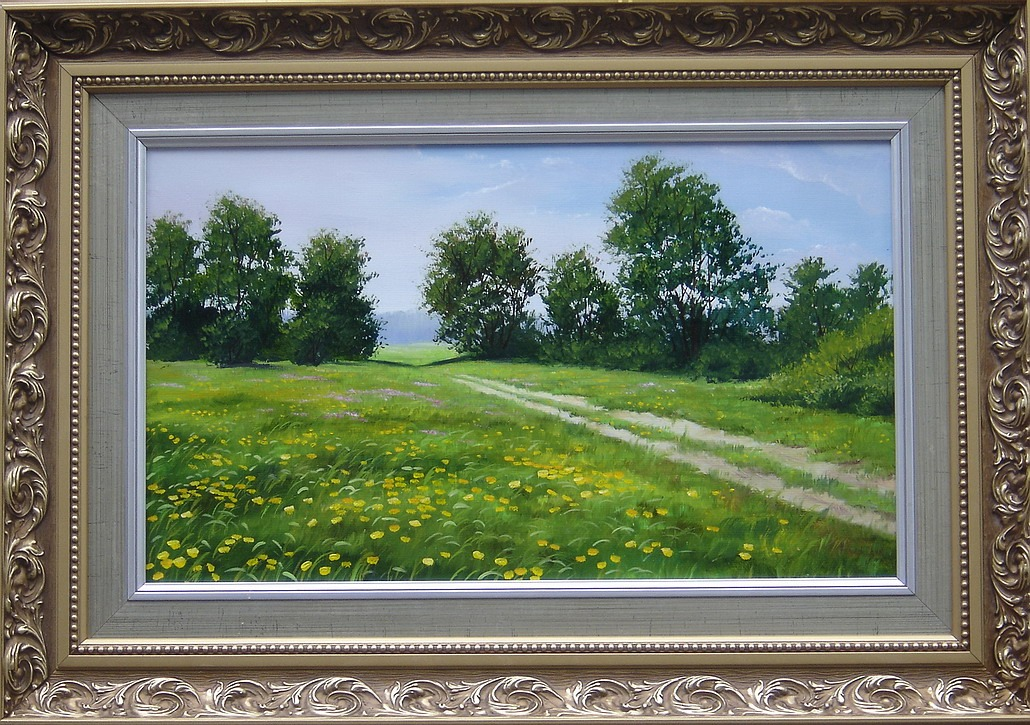
Околиці Слободище
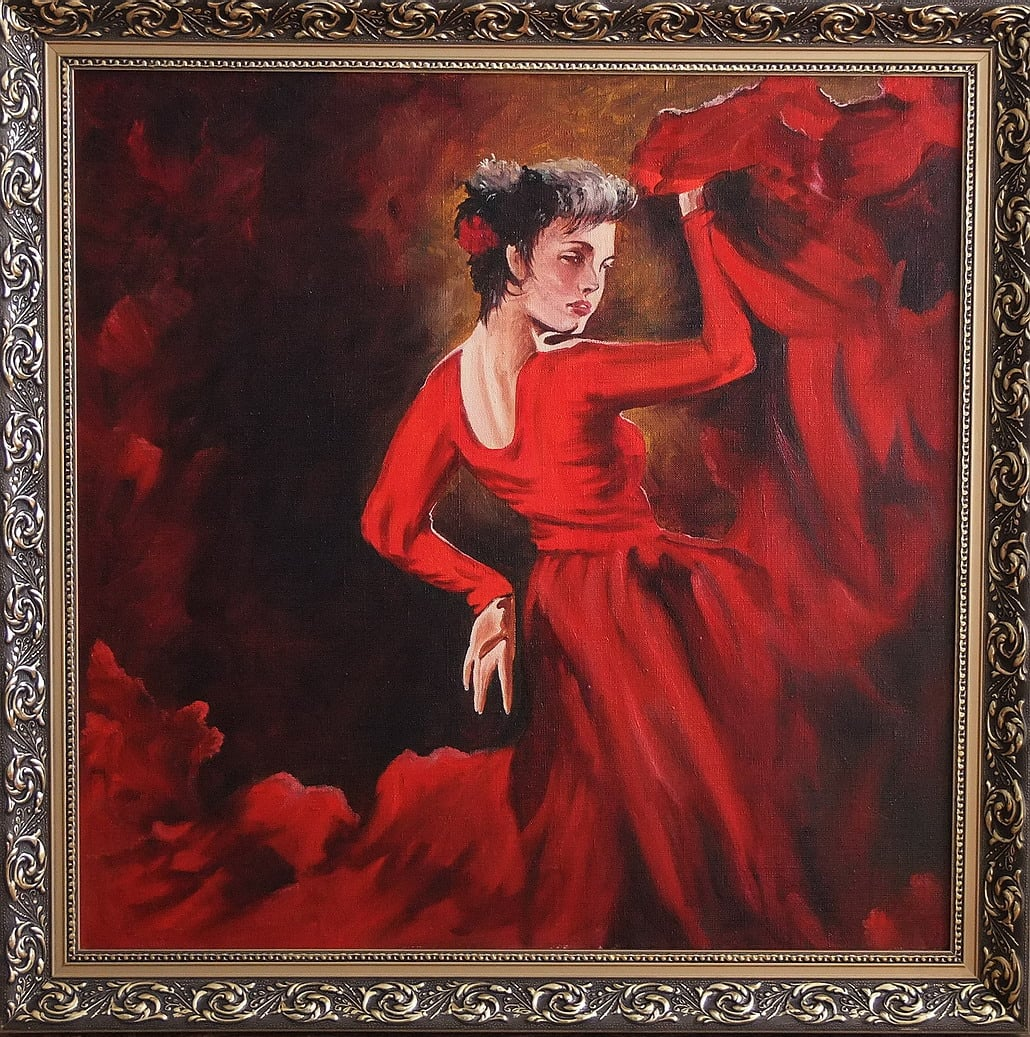
Фламенко

### Фотомистецтво

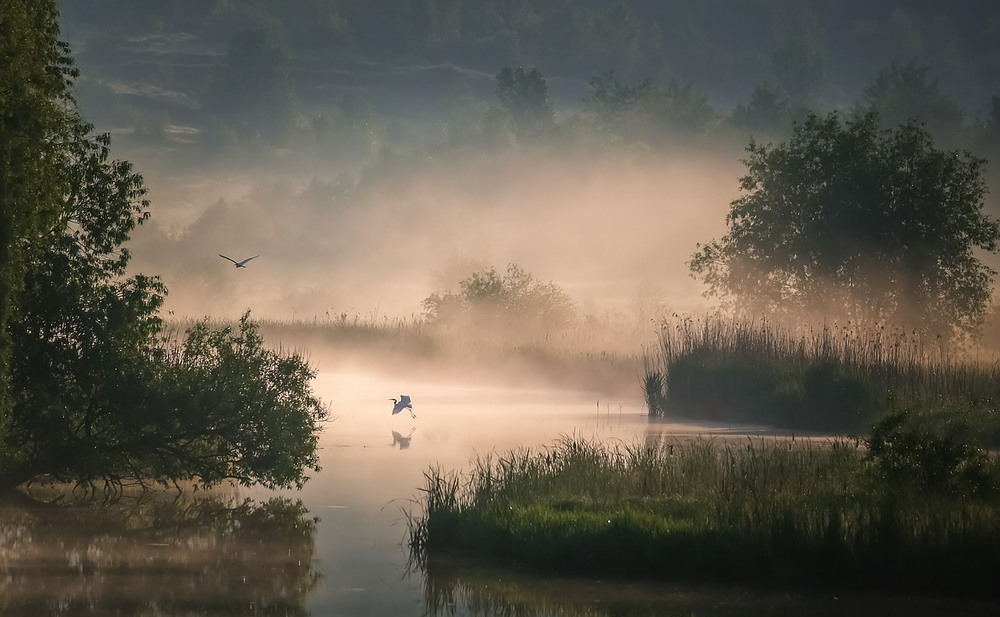
Бистрик... Житомирщина
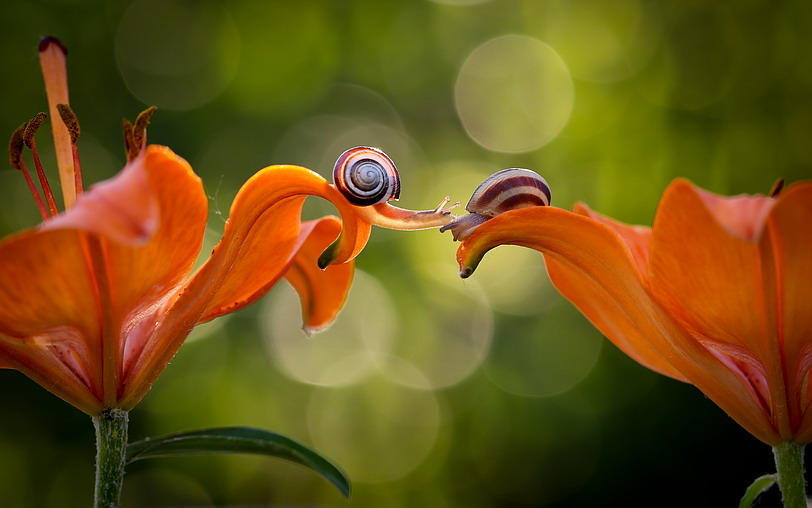
Моя ніжність
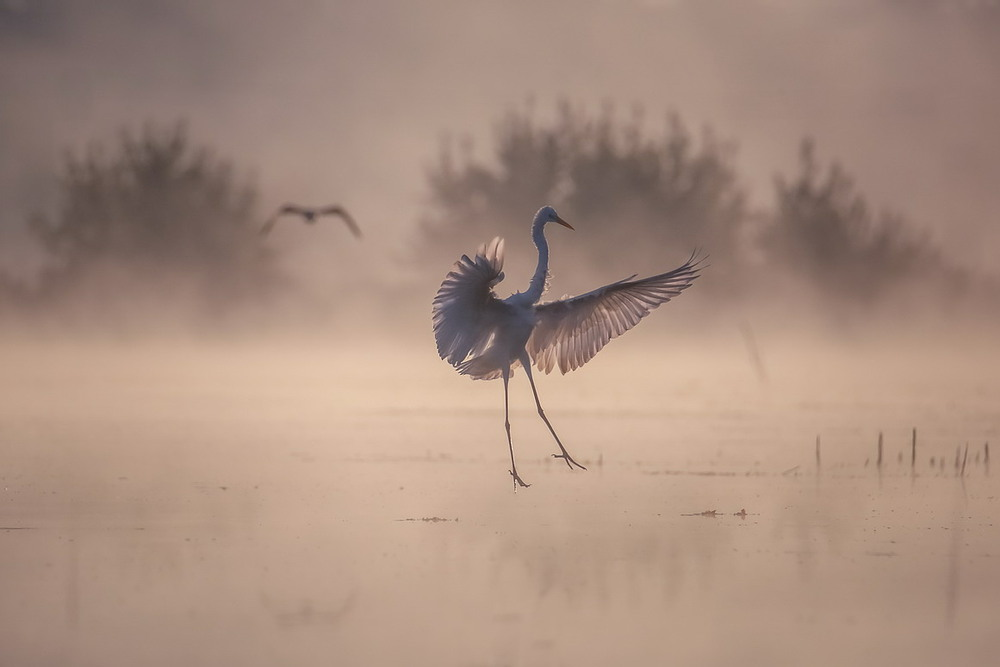
Чепура велика на світанку
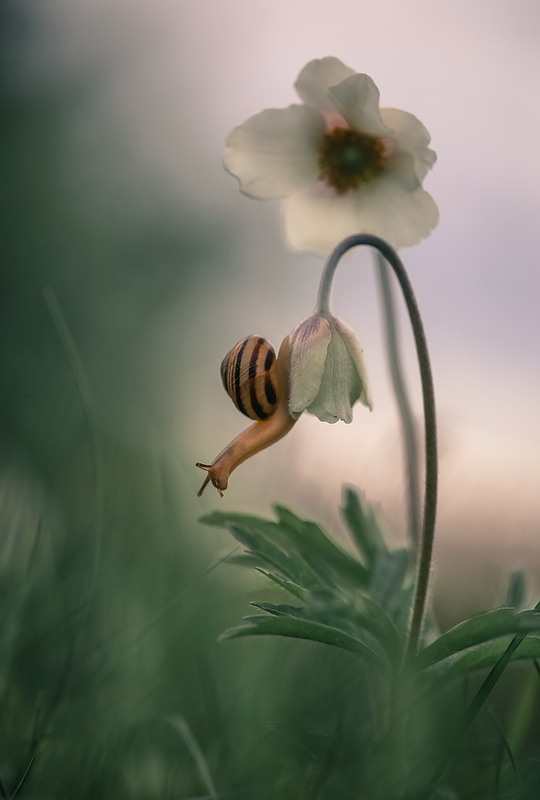
На дальній станції зійду
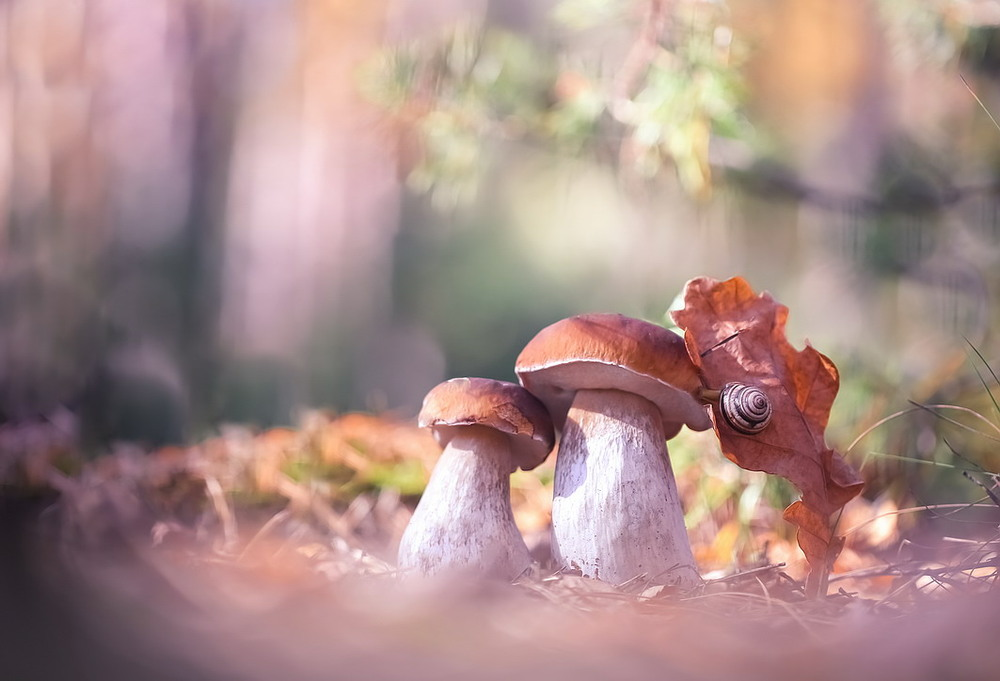
Назавжди поруч
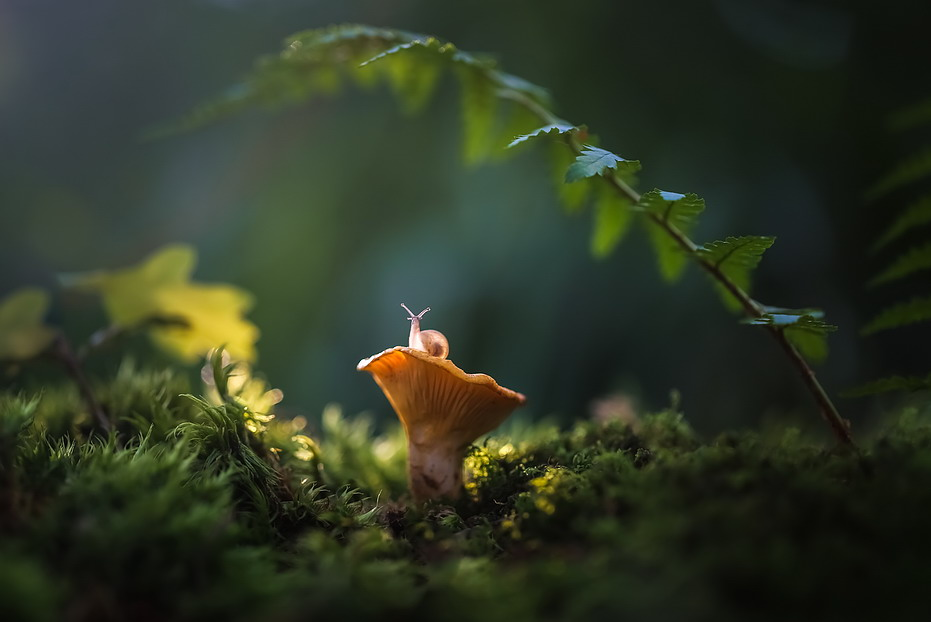
Зірка
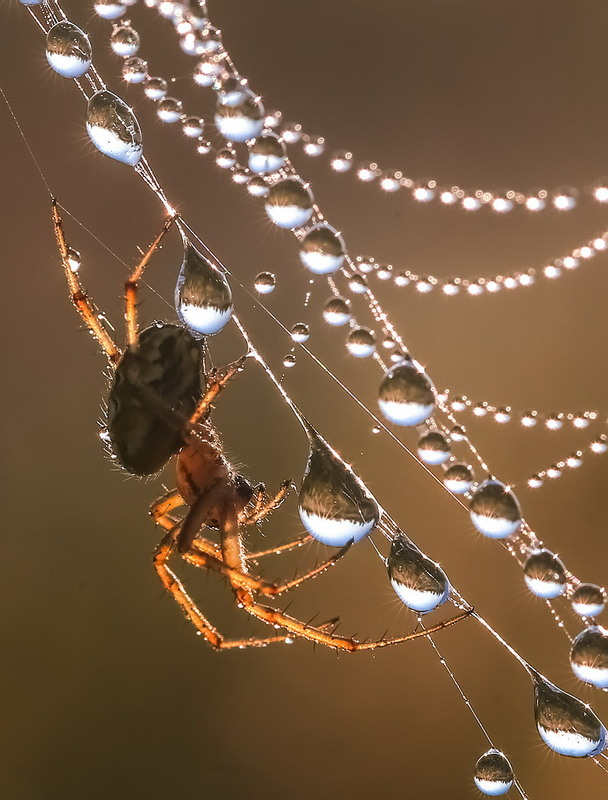
Мережива
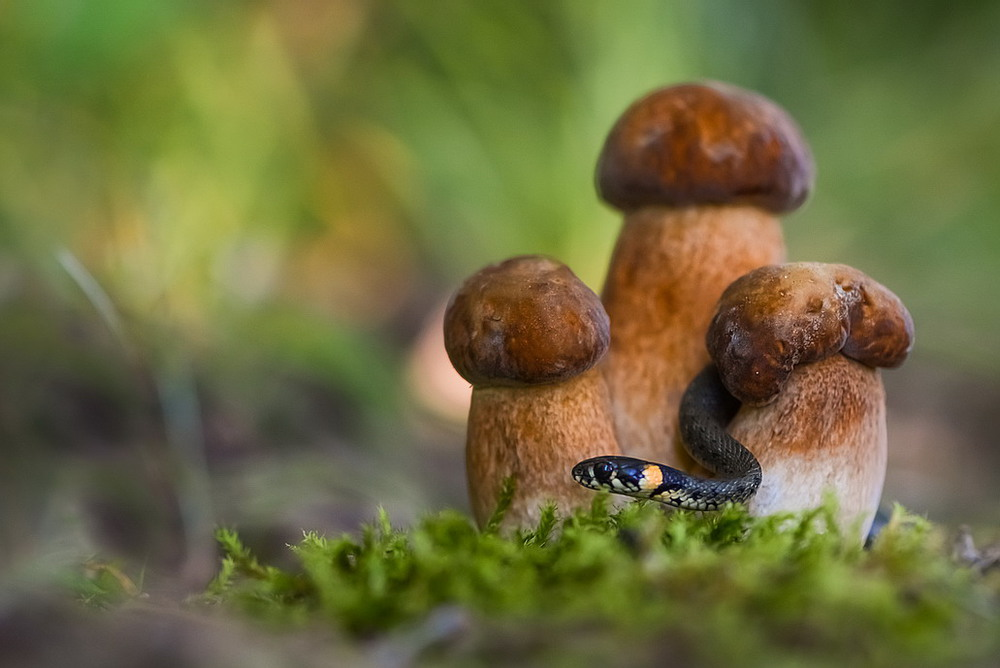
Красунчики